# 쿠리바야시 리리
쿠리바야시 리리(일본어: 栗林 里莉, 1987년 4월 16일 ~ )는 일본 도쿄 도 출신의 성인 비디오 여배우이며, 해체 된 에비스 마스캇츠의 졸업 멤버이다.